# 息烽県
息烽県（そくほう-けん）は中華人民共和国貴州省貴陽市に位置する県。

## 行政区画
下部に1街道、9鎮、1民族郷を管轄する。
- 街道
  - 永陽街道
- 鎮
  - 永靖鎮、温泉鎮、九荘鎮、小寨壩鎮、西山鎮、養竜司鎮、石硐鎮、鹿窩鎮、流長鎮
- 民族郷
  - 青山ミャオ族郷

## 交通

### 鉄道
- 中国鉄路総公司
  - 渝貴線、川黔線
    - 息烽駅

### 道路
- 高速道路
  - 蘭海高速道路
  - S30 江黔高速道路
- 国道
  - G210国道